# São Vicente da Beira
São Vicente da Beira es una freguesia portuguesa del concelho de Castelo Branco, con 100,55 km² de superficie y  habitantes (2001). Su densidad de población es de 15,9 hab/km².